# 神戸市立玉津第一小学校
神戸市立玉津第一小学校（こうべしりつ たまつだいいちしょうがっこう）は、兵庫県神戸市西区小山一丁目にある公立小学校。

## 沿革
- 1891年4月1日 - 玉津尋常第一小学校として開校。
- 1941年4月1日 - 明石郡玉津国民学校と改称。
- 1947年
  - 3月1日 - 神戸市立玉津第一国民学校と改称。
  - 4月1日 - 神戸市立玉津第一小学校と改称。
- 1978年4月1日 - 神戸市立枝吉小学校を分離。
- 1980年4月1日 - 神戸市立高津橋小学校を分離。
- 1986年4月1日 - 神戸市立出合小学校を分離。
- 2007年4月1日 - 現校舎へ移転[1][注釈 1]。

## 校区
- 神戸市西区[2]
  - 玉津町（田中・居住・小山・二ツ屋・丸塚）・天が岡・小山・長畑町・二ツ屋・丸塚・宮下1 - 3丁目

## 卒業後の進路
- 神戸市立玉津中学校

## 校区内の主な施設
- 神戸市西区役所
- わらべ保育園
- 日輪寺保育園

## 交通
- 神姫バス 26・27系統「二ツ屋公園前」より

## 通学区域が隣接している学校
- 神戸市立高津橋小学校
- 神戸市立出合小学校
- 神戸市立平野小学校
- 神戸市立櫨谷小学校